# Callao
Callao (/kɑːˈjaʊ/; phát âm tiếng Tây Ban Nha: [kaˈʎa.o] hay [kaˈʝa.o]) là thành phố nơi có cảng lớn nhất Peru. Thành phố trùng với tỉnh hiến pháp Callao, tỉnh duy nhất ở vùng Callao. Callao nằm ở phía tây thủ đô Lima và thuộc vùng đô thị Lima, vùng đô thị có 1/3 dân số Peru. Callao giáp tỉnh Lima về phía bắc, đông và nam, và giáp Thái Bình Dương về phía tây. Callao có diện tích 148,573 kilômét vuông, dân số thời điểm theo điều tra dân số ngày 11 tháng 7 năm 1993 là 639.729 người, dân số năm 2007 là 888.798 người.
Nó trải dài dọc theo một vịnh rộng bảo vệ các hòn đảo San Lorenzo và El Frontón và đảo nhỏ Cavinzas và Redondo, phía nam của sông Rimac. Diện tích thành phố là 148,573 km km², bao gồm 17,630 km² đảo.
Kể từ thời thuộc địa, cảng Callao đã là một cảng biển lớn, là cảng lớn nhất ở Peru và một trong những cảng lớn nhất ở Mỹ. Hiện nay, thành phố này cảng chính của đất nước và sân bay quốc tế Jorge Chávez, tạo thành cửa ngõ chính cho Peru.